# Jeremy Lindsay Taylor
Jeremy Lindsay Taylor (Sídney, Nueva Gales del Sur; 19 de septiembre de 1973) es un actor australiano,  conocido por haber interpretado a Ryan Cassidy en la serie Something in the Air.

## Biografía
Jeremy tiene un hermano mayor, Mark y una hermana mayor, Pip. 
Estudió en el Newington College de donde se graduó en 1991 y obtuvo el Bachelor of Arts, también se especializó en arte dramático y sociología en la Universidad de Newcastle.
Es muy buen amigo del actor Putu Winchester.
En febrero del 2011 Jeremy reveló que se iba a casar a finales de año con su novia, Marnie Pleffer. La pareja se casó poco después.

## Carrera
En el 2007 se unió al elenco de la serie australiana Sea Patrol donde interpretó al oficial contramaestre Pete "Buffer" Tomaszewski, hasta el 2009 al finalizar la tercera temporada.
En el 2011 apareció de forma recurrente en la serie Underbelly: Razor donde interpretó al criminal y gánster Norman Bruhn.
En el 2012 apareció en la miniserie de seis partes Bikie Wars: Brothers in Arms, la miniserie se basó en la masacre de Milperra ocurrida en 1984. Ese mismo año apareció como invitado en el episodio "The Break" de la segunda temporada de la serie Dance Academy donde interpretó a Joe, el portero.
En agosto del mismo año se unió al elenco principal de la primera temporada de la serie Puberty Blues donde interpretó a Martin Vickers, hasta el 2014.
En el 2013 se unió al elenco de la serie Serangoon Road donde interpretó a Frank Simpson.
El 1 de febrero de 2016 se unió al elenco recurrente de la popular serie australiana Home and Away donde dio vida al detective Dylan Carter hasta el 11 de mayo del mismo año.
En mayo del 2016 se anunció que Jeremy se había unido al elenco de la serie dramática Deep Water.
En enero del 2018 se unió al elenco principal de la serie Romper Stomper donde dio vida a Marco, un agente de la fuerza de la policía australiana que tiene una aventura con Gabrielle Jordan (Jacqueline McKenzie).

## Filmografía[11]

### Series de televisión
| Año             | Título                           | Personaje                         | Notas                                   |
| --------------- | -------------------------------- | --------------------------------- | --------------------------------------- |
| 2018 - presente | Playing for Keeps                | Brian                             | 8 episodios                             |
| 2018            | Olivia Newton-John               | John Easterling                   | ep. #1.2 - miniserie                    |
| 2018            | Romper Stomper                   | Marco                             | 8 episodios                             |
| 2016 - 2017     | Home and Away                    | Det. Dylan Carter                 | 38 episodios                            |
| 2017            | Offspring                        | Dan                               | 5 episodios                             |
| 2017            | Newton's Law                     | Andrew Devries                    | episodio "Control Theory"               |
| 2016            | Hyde & Seek                      | Andrew Mills                      | 8 episodios                             |
| 2016            | Deep Water                       | Oscar Taylor                      | 4 episodios                             |
| 2016            | Barracuda                        | Neal Kelly                        | 4 episodios - miniserie                 |
| 2016            | Love Child                       | Leon                              | 7 episodios                             |
| 2017            | Newton's Law                     | Andrew Devries                    | episodio "Control Theory"               |
| 2015            | Miss Fisher's Murder Mysteries   | Stanley Burrows                   | episodio "Game, Set & Murder"           |
| 2015            | Gallipoli                        | Capitán Taylor                    | episodio "The First Day" - miniserie    |
| 2015            | House of Hancock                 | Kevin Dalby                       | episodio # 1.1 - miniserie              |
| 2012 - 2014     | Puberty Blues                    | Martin Vickers                    | 17 episodios                            |
| 2013            | Serangoon Road                   | Frank Simpson                     | 7 episodios                             |
| 2012            | Bikie Wars: Brothers in Arms     | Leroy                             | 5 episodios                             |
| 2011            | Wild Boys                        | Allan Brady                       | episodio # 1.6                          |
| 2011            | Underbelly: Razor                | Norman Bruhn                      | 3 episodios                             |
| 2011            | City Homicide: No Greater Honour | Dane Majors                       | 5 episodios                             |
| 2010            | Cops: L.A.C.                     | Daker Simms                       | episodio "Old Love"                     |
| 2009            | Rescue Special Ops               | Flynn                             | episodio # 1.10                         |
| 2007 - 2009     | Sea Patrol                       | Oficial Pete "Buffer" Tomaszewski | 39 episodios                            |
| 2009            | The Cut                          | Ritchie Bower                     | episodio "A Falcon's Tail"              |
| 2008            | Canal Road                       | Cain Harvey                       | episodio # 1.9                          |
| 2004 - 2005     | Blue Heelers                     | Ryan Dekker                       | 3 episodios                             |
| 2004            | Mcleod's Daughters               | Jack                              | episodio "Jack of All Shades"           |
| 2003            | CrashBurn                        | Karl                              | episodio "The Domino Theory of Rubbish" |
| 2003            | Stingers                         | Gus Abernathy                     | episodio "Your Cheating Heart"          |
| 2002            | Marshall Law                     | Grant                             | episodio "Pleasure and Pain"            |
| 2002            | The Secret Life of Us            | Hooper                            | episodio "Walpurgisnacht"               |
| 2000 - 2002     | Something in the Air             | Ryan Cassidy                      | 320 episodios                           |
| 1997 - 1999     | Heartbreak High                  | Kurt Peterson                     | 56 episodios                            |

### Películas
| Año  | Título      | Personaje       | Notas |
| ---- | ----------- | --------------- | --- |
| 2015 | The Ravens  | Phil            | corto - junto a Sarah Snook & Indianna Gregg                                                                |
| 2015 | The Ghoul   | el Ghoul        | corto - junto a Adam Tuominen, Matt Boesenberg & Guy Spence                                                 |
| 2014 | Second Hand | Harvey          | corto - junto a Sophie Hensser, Susan Prior, Matt James, Andrew Steel & Clare McCann                        |
| 2009 | Dead Boring | Tommy Zeitgeist | corto - junto a Kate Bell & Krew Boylan                                                                     |
| 2009 | Bad Bush    | Turps           | junto a Chris Sadrinna, Viva Bianca & Malcolm Kennard                                                       |
| 2008 | Fade        | Ryan            | cortometraje                                                                                                |
| 2008 | Em 4 Jay    | Distribuidor    | junto a Chloe Armstrong, Jonathan auf der Heide, David Campbell, Laura Gordon, Hamish Michael & Kat Stewart |

### Director
| Año  | Título     | Notas                     |
| ---- | ---------- | ------------------------- |
| 2008 | The Packer | obra de teatro - director |

### Teatro
| Año  | Obra                            | Personaje | Director (a)   | Teatro          | Notas                                                                |
| ---- | ------------------------------- | --------- | -------------- | --------------- | -------------------------------------------------------------------- |
| 2004 | Take Me Out                     | -         | Kate Cherry    | -               | junto a Simon Burke, Matthew Dale, Stephen Phillips & Kenneth Ransom |
| 2003 | Something to Declare            | -         | Aubrey Mellor  | Beckett Theatre | junto a Corinne Grant, Alice Garner, Anne Phelan & Majid Shokor      |
| 2003 | A-Framed                        | -         | Colin Moody    | -               | junto a Nick Barkla                                                  |
| 1994 | Family Tree                     | -         | Alana Thompson | -               | junto a Helen Atkinson, Rachel Hennesey & Tim Richards               |
| 1994 | The Removalists                 | -         | Alana Thompson | Mission Theatre | junto a Scott Andrew, Bill Keir, Joanne Michael & David Yarrow       |
| 1994 | Who's Afraid of Virginia Woolf? | -         | Peggy Thomson  | Roxy Theatre    | junto a Susan Dredge, Amanda Helmers & Michael Smythe                |

## Premios y nominaciones
| Año  | Categoría                                            | Premio                            | Serie             | Resultado |
| ---- | ---------------------------------------------------- | --------------------------------- | ----------------- | --------- |
| 2012 | Best Performance                                     | Switched On Audience Choice Award | Underbelly: Razor | Nominado  |
| 2009 | Best Guest or Supporting Actor in a Television Drama | AFI Award                         | False Witness     | Nominado  |